# Dalki (Gniezno)

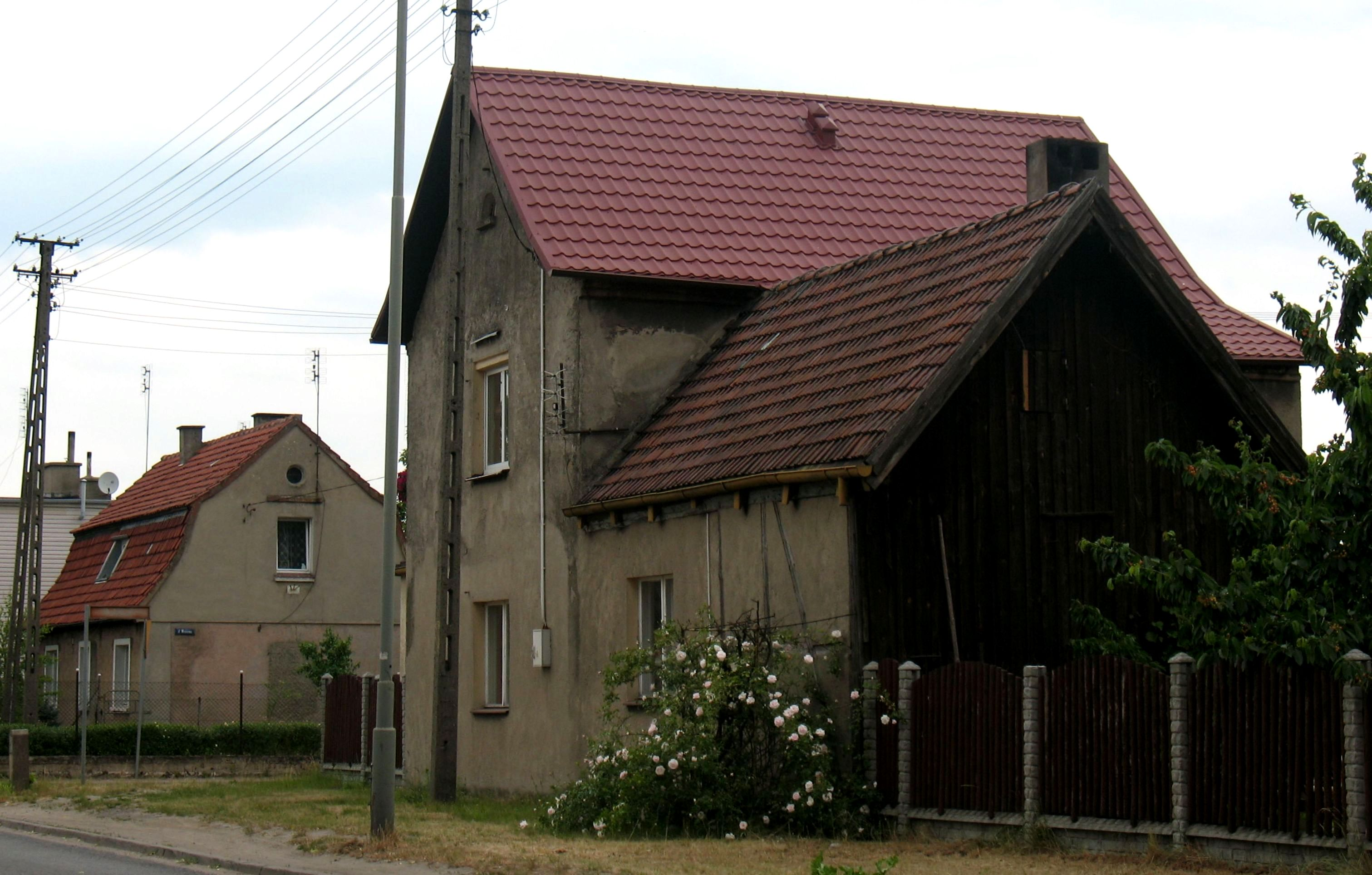
Typowa dla Dalek zabudowa z przełomu XIX i XX wieku

Dalki – osiedle w południowo-zachodniej części Gniezna (przed II wojną światową wieś), liczące około 2500 mieszkańców. 

## Zabudowa i położenie
Zabudowa głównie jednorodzinna, szeregowa i wielorodzinna (z okresu PRL) oraz jednorodzinna (nowa) w zachodniej części. W XIX w. we wsi Dalki istniał cmentarz ewangelicki. Na osiedlu istnieje wpisany do rejestru zabytków neorenesansowy budynek dawnego Uniwersytetu Ludowego z 1919–1920 (uczył się w nim m.in. Stanisław Mikołajczyk), założonego przez księdza Antoniego Ludwiczaka mieszczący kaplicę parafii Matki Zbawiciela. 
W czasie okupacji park Uniwersytetu był miejscem egzekucji hitlerowskich. W listopadzie 1939 r. naziści zamordowali tam 24 osoby. 
Od zachodu osiedle graniczy ze wsią Dalki, od północy z dzielnicą Dziekanka, od południa z dzielnicami Kokoszki i Pustachowa, od wschodu z dzielnicami Stare Miasto i Osiedle Grunwaldzkie.

## Ulice
Agrestowa, Akacjowa, Brzoskwiniowa, Brzozowa, Bukowa, Czereśniowa, Gajowa, Gronowa, Jabłoniowa, Jagodowa, Jaśminowa, Jaworowa, Jeżynowa, Kasztanowa, Lipowa, ks. Antoniego Ludwiczaka, Morelowa, Orzechowa, Porzeczkowa, Prosta, Skrajna, Śliwowa, Wiśniowa.